# Do The A-side
Do The A-side es la compilación que dio fin a la carrera de la banda japonesa Do As Infinity compilando a todos sus sencillos promocionales. Fue lanzado el día 29 de septiembre del año 2005 bajo el sello avex trax.

## Detalles
El álbum es la segunda compilación de sencillos después de "Do The Best" lanzado originalmente el 2002 pero se diferencia del otro en que contiene sólo los "Lados A" como bien dice su título, siguiendo la misma línea de "Do The B-side". El álbum contiene todos los sencillos de la banda desde "Tangerine Dream" lanzado en 1999 hasta el último, "TAO", lanzado el mismo año de lanzamiento de este álbum. Un dato curioso es el álbum se lanzó el mismo día en que Do As Infinity debutaba seis años atrs con el lanzamiento al mercado de su primer sencillo promocional.
El álbum fue lanzado en dos formatos. El primero contenía dos CD que conteniendo 10 canciones cada uno, y otra versión con un DVD que contenía todos los videos de los sencillos. El DVD sólo contiene los videos de los sencillos, y no de la videografía completa de Do As Infinity como se podría pensar, por lo que temas que no fueron sencillo pero que tuvieron video promocional no fueron incluidos.

## Canciones

### CD1
1. Tangerine Dream
2. Heart
3. Oasis
4. Yesterday & Today
5. rumble fish
6. We are.
7. Desire
8. Tōku Made (遠くまで?)
9. Week!
10. Fukai Mori (深い森?)
11. Bōkensha Tachi (冒険者たち?)

### CD2
1. Hi no Ataru Sakamichi (陽のあたる坂道?)
2. under the sun
3. under the moon
4. Shinjitsu no Uta (真実の詩?)
5. Mahō no Kotoba ~Would you marry me?~ (魔法の言葉～Would you marry me?～?)
6. Honjitsu wa Seiten Nari (本日ハ晴天ナリ?)
7. Hiiragi (柊?)
8. Rakuen (楽園?)
9. For the future
10. TAO

### DVD
1. Tangerine Dream
2. Heart
3. Oasis
4. Yesterday & Today
5. rumble fish
6. We are.
7. Desire
8. Tōku Made (遠くまで?)
9. Week!
10. Fukai Mori (深い森?)
11. Bōkensha Tachi (冒険者たち?)
12. Hi no Ataru Sakamichi (陽のあたる坂道?)
13. under the sun
14. under the moon
15. Shinjitsu no Uta (真実の詩?)
16. Mahō no Kotoba ~Would you marry me?~ (魔法の言葉～Would you marry me?～?)
17. Honjitsu wa Seiten Nari (本日ハ晴天ナリ?)
18. Hiiragi (柊?)
19. Rakuen (楽園?)
20. For the future
21. TAO

- Datos: Q1323655